# Magyarország az 1987-es atlétikai világbajnokságon
Magyarország az olaszországi Rómában megrendezett 1987-es atlétikai világbajnokság egyik részt vevő nemzete volt. Az ország a világbajnokságon 16 sportolóval képviseltette magát. Érmet nem sikerült nyerni.

## Eredmények

### Férfi
| Versenyző                                             | Versenyszám     | Selejtező | Selejtező | Selejtező | Előfutam | Előfutam | Előfutam | Elődöntő | Elődöntő | Elődöntő | Döntő   | Döntő    |
| Versenyző                                             | Versenyszám     | Idő       | Hely.     | Össz.     | Idő      | Hely.    | Össz.    | Idő      | Hely.    | Össz.    | Idő     | Helyezés |
| ----------------------------------------------------- | --------------- | --------- | --------- | --------- | -------- | -------- | -------- | -------- | -------- | -------- | ------- | -------- |
| Kovács Attila                                         | 100 m           | 10,26     | 2.        | 8.        | 10,52    | 3.       | 25.      | 10,22    | 3.       | 4.       | 10,20   | 4.       |
| Kovács Attila                                         | 200 m           | 20,77     | 1.        | 7.        | 20,61    | 2.       | 7.       | 20,47    | 5.       | 5.       | kiesett | kiesett  |
| Nagy István                                           | 200 m           | 21,06     | 5.        | 24.       | 21,11    | 3.       | 19.      | 21,22    | 7.       | 15.      | kiesett | kiesett  |
| Molnár Tamás                                          | 400 m           | 46,80     | 7.        | 36.       | kiesett  | kiesett  | kiesett  | kiesett  | kiesett  | kiesett  | kiesett | kiesett  |
| Bakos György                                          | 110 m gát       |           |           |           | 13,76    | 2.       | 15.      | 13,90    | 7.       | 14.      | kiesett | kiesett  |
| Vágó Béla                                             | 3000 m akadály  |           |           |           | 8:27,24  | 2.       | 22.      |          |          |          | kiesett | kiesett  |
| Nagy István Karaffa László Tatár István Kovács Attila | 4 × 100 m       |           |           |           | 39,11    | 2.       | 6.       | 38,78    | 3.       | 5.       | 39,04   | 6.       |
| Urbanik Sándor                                        | 20 km gyaloglás |           |           |           |          |          |          |          |          |          | 1:27:24 | 22.      |

| Versenyző      | Versenyszám   | Selejtező | Selejtező | Döntő    | Döntő    |
| Versenyző      | Versenyszám   | Eredmény  | Helyezés  | Eredmény | Helyezés |
| -------------- | ------------- | --------- | --------- | -------- | -------- |
| Bagyula István | Rúdugrás      | 500 cm    | 19.       | kiesett  | kiesett  |
| Gécsek Tibor   | Kalapácsvetés | 77,52 m   | 5.        | 77,56 m  | 7.       |

### Női
| Versenyző                                               | Versenyszám | Előfutam | Előfutam | Előfutam | Elődöntő | Elődöntő | Elődöntő | Döntő   | Döntő    |
| Versenyző                                               | Versenyszám | Idő      | Hely.    | Össz.    | Idő      | Hely.    | Össz.    | Idő     | Helyezés |
| ------------------------------------------------------- | ----------- | -------- | -------- | -------- | -------- | -------- | -------- | ------- | -------- |
| Forgács Judit                                           | 400 m       | 53,15    | 5.       | 21.      | 52,99    | 7.       | 21.      | kiesett | kiesett  |
| Szabó Karolina                                          | Maraton     |          |          |          |          |          |          | 2:36:18 | 9.       |
| Szopori Erika                                           | 400 m gát   | 58,09    | 5.       | 22.      | kiesett  | kiesett  | kiesett  | kiesett | kiesett  |
| Szabó Erzsébet Szopori Erika Bátori Noémi Forgács Judit | 4 × 400 m   | 3:31,56  | 5.       | 13.      |          |          |          | kiesett | kiesett  |

| Versenyző      | Versenyszám   | Selejtező | Selejtező | Döntő    | Döntő    |
| Versenyző      | Versenyszám   | Eredmény  | Helyezés  | Eredmény | Helyezés |
| -------------- | ------------- | --------- | --------- | -------- | -------- |
| Hartai Katalin | Gerelyhajítás | 62,68 m   | 7.        | 60,88 m  | 11.      |